# Maurice André Gaillard
Maurice André Gaillard est un homme politique français né le 16 octobre 1757 à Château-Thierry (Aisne) et décédé le 11 décembre 1844 à Paris.
Après avoir étudié le droit, il entre en 1778 dans la congrégation de l'Oratoire et devient professeur de lettres jusqu'en 1791, au collège de Juilly. Il quitte son ordre sous la Révolution et devient président du directoire du département de Seine-et-Marne, puis secrétaire général de la préfecture. Juge de paix du canton de Tournan, puis président du tribunal criminel, il est député de Seine-et-Marne de 1806 à 1810. Il est promu à la cour impériale de Paris en 1810. Rallié à la Restauration, il est conseiller à la Cour de Cassation de 1815 à 1831. Il était un ami proche de Joseph Fouché, qui avait été son collègue, au collège de Juilly.

## Sources
- « Maurice André Gaillard », dans Adolphe Robert et Gaston Cougny, Dictionnaire des parlementaires français, Edgar Bourloton, 1889-1891 [détail de l’édition]